# Ericsson Nikola Tesla
Ericsson Nikola Tesla d.d. — хорватське акціонерне товариство, філія шведського виробника телекомунікаційного обладнання Ericsson, найбільший спеціалізований постачальник сучасних телекомунікаційних виробів і послуг в операторському сегменті в Центральній та Східній Європі, а також інноваційних інформаційно-комунікаційних рішень, пов'язаних з охороною здоров'я, транспортом, державним управлінням, комунальними послугами і мультимедійною комунікацією. Завдяки діяльності Центру досліджень і розвитку та експертним центрам обслуговування покупців компанія стала провідним експортером знань. Названа на честь винахідника Ніколи Тесли.
Фірма котується на Загребській фондовій біржі незалежно від компанії Ericsson.

## Історія
Компанія веде свій початок від заводу телефонних пристроїв «Нікола Тесла», заснованого в Загребі (тодішній столиці СР Хорватія) 31 жовтня 1949 року на базі «сервісного підприємства зі встановлення і техобслуговування телеграфних і телефонних пристроїв», яке здебільшого займалося ремонтом обладнання, а з вищевказаної дати почало працювати як виробниче підприємство. Тоді воно налічувало 113 працівників, а його перше місце розташування було в невеликій майстерні на загребській вулиці Палмотича. Вже на початку 50-х рр. ХХ ст. «Тесла» перебралася на теперішнє місце на вулиці Крапинській, чим було створено передумови для розширення її площі та підприємницької діяльності, а також початку серійного виробництва.
Вирішивши виготовляти автоматичні координатні комутатори, «Tesla» ще 1953 року підписала ліцензійну угоду з «Ericsson» і тим самим стала одним із перших ліцензованих партнерів «Ericsson» у світі. Наприкінці 1950-х почалися і перші експортні операції компанії, при чому у тодішній СРСР, що на той час було винятковим підприємницьким успіхом. 
У 1960-70-х роках почалося розширення бізнесу «Тесли», а 40 відсотків її загального виробництва йшло на експорт. Тим часом завод телефонних пристроїв «Нікола Тесла» змінив назву на Завод із виробництва телекомунікаційних пристроїв «Нікола Тесла», і ця назва протрималася до заснування «Ericsson Nikola Tesla».
1977 року підприємство здійснило черговий великий і сміливий технологічний прорив. Було підписано угоду з «Ericsson» про ділове і технічне співробітництво у виробництві цифрових телефонних і телеграфних станцій AXE10, AXB20 і ASB. 
Серйозні зміни відбулися у 90-х роках. Це доленосний час утворення незалежної Республіки Хорватія, але й буремний час війни за незалежність у країні. Всі показники ділової активності значно знижуються, зрештою, як і в усій економіці Хорватії. Водночас, осучаснюється та розширюється, як ніколи раніше, національна телекомунікаційна мережа, в якій компанія разом із тодішнім «HPT» (сьогоднішнім «HT») відіграє провідну роль. 1990 року підприємство запустило першу в Хорватії загальнодоступну мобільну телефонну мережу.
На початку 90-х років розпочалася велика трансформаційна і приватизаційна діяльність тодішнього суспільного підприємства «Нікола Тесла». Нарешті, 1995 року «Ericsson» підписав із Хорватським фондом приватизації угоду про купівлю 49,07% акцій «Ніколи Тесли», ставши тим самим найбільшим одноособовим її власником. У той же час, «Ericsson» був одним із перших і найбільших стратегічних інвесторів в економіку Хорватії. Установчі збори акціонерного товариства «Ericsson Nikola Tesla» відбулися 13 травня 1995 року. Крім частки «Еріксона», 49,98 відсотків компанії придбали дрібні акціонери, а 0,95 відсотка залишилося у власності Хорватського фонду приватизації.
«Ericsson Nikola Tesla» прийняла нову філософію бізнесу та узгодила свою організацію і діяльність із корпоративною стратегією та стандартами.

## Діяльність
Працюючи в Загребі, компанія здійснює деякі свої науково-дослідні і проєктно-конструкторські роботи у Спліті. Чисельність персоналу перевищує 3200 переважно високоосвічених працівників, з них понад 1500 працюють у найбільшому вітчизняному дослідницько-розробницькому центрі. Посаду президента компанії та керівника її правління обіймає Гордана Ковачевич, а Наглядову раду зазвичай очолює керівник маркетингового відділу «Ericsson», до кола підопічних країн якого входить і Хорватія.
Ринки збуту включають Хорватію, Боснію і Герцеговину, інші держави як колишнього СРСР, так і Югославії. а також деякі країни Африки та Близького Сходу.